# Хлебово (Ліпновський повіт)
Хлебово (пол. Chlebowo, нім. Laibwalde) — село в Польщі, у гміні Ліпно Ліпновського повіту Куявсько-Поморського воєводства.
Населення — 182 особи (2011).
У 1975-1998 роках село належало до Влоцлавського воєводства.

## Демографія
Демографічна структура станом на 31 березня 2011 року:
|          | Загалом | Допрацездатний вік | Працездатний вік | Постпрацездатний вік |
| -------- | ------- | ------------------ | ---------------- | -------------------- |
| Чоловіки | 94      | 32                 | 57               | 5                    |
| Жінки    | 88      | 21                 | 50               | 17                   |
| Разом    | 182     | 53                 | 107              | 22                   |